# Combes (Hérault)
Combes – miejscowość i gmina we Francji, w regionie Oksytania, w departamencie Hérault.
Według danych na rok 1990 gminę zamieszkiwało 180 osób, a gęstość zaludnienia wynosiła 16 osób/km² (wśród 1545 gmin Langwedocji-Roussillon Combes plasuje się na 728. miejscu pod względem liczby ludności, natomiast pod względem powierzchni na miejscu 689.).